# Friedrich Kasiski
Major Friedrich Wilhelm Kasiski (29 de novembro de 1805 - 22 de maio de 1881) foi um oficial da infantaria do exército prussiano, criptógrafo e arqueólogo. Kasiski nasceu em Schlochau, Reino da Prússia (hoje Człuchów, Polônia).

## Serviço Militar
Kasiski alistou-se no 33º Regimento de Infantaria da Prússia Oriental em 20 de março de 1823 com a idade de 17. Em maio de 1824 foi promovido ao posto de sargento mestre e contratado como segundo tenente em fevereiro de 1825. Demorou 14 anos para ganhar a sua próxima promoção, quando em maio de 1839 avançou ao posto de primeiro-tenente. Seu próximo avanço foi mais rápido, promovido a capitão em novembro de 1842. Kasiski finalmente se aposentou do serviço ativo com a patente de Major em 17 de fevereiro de 1852. 
Foi o comandante de um batalhão da Guarda Nacional entre 1860 e 1868.

## Criptografia
Em 1863, Kasiski publicou um livro de 95 páginas sobre criptografia, Die Geheimschriften und die Dechiffrer-Kunst (em alemão: "escrita secreta e arte de decifrar"). Este foi o primeiro relato publicado de um procedimento para decifrar cifras de substituição polialfabética, especialmente a cifra de Vigenère (embora seja possível que Charles Babbage já estava ciente de um método semelhante e o tinha mantido em segredo). O método baseou-se na análise de lacunas entre os fragmentos repetidos no texto cifrado; tal análise pode dar sugestões quanto ao comprimento da chave utilizada. Esta técnica é conhecida como exame Kasiski.
A importância do trabalho de criptoanálise de Kasiski não foi amplamente percebido na época e ele virou a cabeça para a arqueologia em seu lugar. Os últimos anos de sua vida foram passados em Neustettin (Szczecinek); a 11ª edição da Encyclopædia Britannica citou um artigo acadêmico por Kasiski em sua entrada na cidade. O historiador David Kahn observa, "Kasiski morreu em 22 de maio de 1881, quase certamente sem perceber que ele havia feito uma revolução na criptologia" (The Codebreakers).